# Liste der Nummer-eins-Hits in Schweden (1984)
Diese Liste enthält alle Nummer-eins-Hits in Schweden im Jahr 1984. Es gab in diesem Jahr 13 Nummer-eins-Singles und 12 Nummer-eins-Alben.
| Singles | Alben |
| --- | --- |
| - Culture Club – Karma Chameleon - 6 Wochen (15. November 1983 – 9. Januar 1984) - Paul McCartney & Michael Jackson – Say Say Say - 2 Wochen (10. Januar – 23. Januar) - Slade – My Oh My - 6 Wochen (24. Januar – 5. März) - Queen – Radio Ga Ga - 4 Wochen (6. März – 2. April) - Nena – 99 Luftballons - 6 Wochen (3. April – 14. Mai) - Break Machine – Street Dance - 2 Wochen (15. Mai – 28. Mai) - Alphaville – Big in Japan - 6 Wochen (29. Mai – 2. August) - Laura Branigan – Self Control - 2 Wochen (3. August – 16. August) - Wham! – Wake Me Up Before You Go-Go - 2 Wochen (17. August – 30. August) - Alphaville – Sounds Like a Melody - 2 Wochen (31. August – 13. September) - Stevie Wonder – I Just Called to Say I Love You - 10 Wochen (14. September – 22. November) - Limahl – The NeverEnding Story - 4 Wochen (23. November – 20. Dezember) - Alphaville – Forever Young - 2 Wochen (21. Dezember 1984 – 10. Januar 1985) | - Magnus Uggla – Välkommen till folkhemmet - 8 Wochen (13. Dezember 1983 – 6. Februar 1984, insgesamt 10 Wochen; → 1983) - Paul Young – No Parlez - 6 Wochen (7. Februar – 19. März) - Michael Jackson – Thriller - 2 Wochen (20. März – 2. April) - Slade – The Amazing Kamikaze Syndrome - 2 Wochen (3. April – 16. April) - Ulf Lundell – Sweethearts - 2 Wochen (17. April – 30. April) - Bette Midler – No Frills - 2 Wochen (1. Mai – 14. Mai) - Carola – Steg för steg - 2 Wochen (15. Mai – 28. Mai) - Herrey’s – Diggi Loo Diggy Ley - 4 Wochen (29. Mai – 25. Juni) - Bruce Springsteen – Born in the U.S.A. - 7 Wochen (26. Juni – 16. August, insgesamt 15 Wochen; → 1985) - Chicago – 17 - 6 Wochen (17. August – 27. September) - Stevie Wonder – The Woman in Red (Soundtrack) - 8 Wochen (28. September – 22. November) - Chess (Soundtrack) - 7 Wochen (23. November 1984 – 10. Januar 1986) |